# Vulkanoklast
Termín vulkanoklast nebo vulkanoklastikum v sebe zahrnuje širokou škálu různě velkých úlomků lávy, vyvržených při sopečné erupci, jako jsou tufy, pemza, lapilli, tefra a uloženiny pyroklastických proudů – ignimbrity. Charakteristickým znakem, kterým se odlišují vulkanoklasty od jiných úlomkovitých sedimentů, je přítomnost vulkanického skla (tento znak je však aplikovatelný jen na terciérní a mladší vulkanoklasty, ve starších dochází přeměnám sopečných skel).
Vyvrhované úlomky mohou být později smíchány s jinými materiály (často nevulkanického původu) a přemísťovány různými médii. Výsledný sediment se nazývá tufit (pokud je obsah vulkanického materiálu vyšší než 50 %), nebo má jméno podle typu sedimentu s adjektivem vulkanoklastický (např. vulkanoklastická brekcie, materiál, sediment…).

## Rozdělení

### Podle složení
Vulkanoklastické úlomky se rozdělují na tři základní typy:
- Litoklasty – úlomky hornin, představují fragmenty utuhlé lávy, případně úlomky odpadlé ze stěn přívodního kanálu. Jejich akumulace je větší v blízkosti centra erupce.
- Krystaloklasty – úlomky krystalů. Minerální složení je závislé na typu vulkanismu. V kyselých vulkanoklastech převládá křemen, případně biotit. Se snižováním obsahu oxidu křemičitého v lávě se objevují plagioklasy, amfiboly, pyroxeny a olivín.
- Vitroklasty – úlomky sopečného skla. Představují nejdůležitější složku vulkanoklastů. Čerstvé sklo je téměř bezbarvé, případně hnědě, nebo žlutohnědě zbarvené (v závislosti na minerálním složení). Podle obsahu oxidu křemičitého má rozdílné vlastnosti – kyselá skla (s vyšším procentním zastoupením oxidu křemičitého) mají nižší index lomu a špičaté tvary úlomků, bazická skla (s nižším obsahem SiO2) naopak vyšší index lomu a tvoří drobná zrna převážně kapkovitého tvaru.

Zvláštní formou jsou akreční lapilli – malé (2 až 10 mm) oválné částice, vyskytující se v tufech, usazených z vulkanických mračen. Vznikají nabalováním vulkanického popela na dešťové kapky, padající skrz vulkanický mrak, případně akrecí materiálu na úlomky, kutálející se po povrchu čerstvě napadaného popela.

### Podle velikosti úlomků
Podle velikosti úlomků se vulkanoklasty dělí na:
- bloky – velikost zrna je nad 256 mm
- bomby – velikost zrna je 32 až 256 mm
- lapily – velikost zrna je 4 až 32 mm
- hrubý popel – velikost zrna je 0,250 až 4 mm
- jemný popel – velikost zrna je pod 0,250 mm

### Podle mechanismu vzniku
Vulkanoklastické sedimenty se děli podle mechanismu, jakým došlo k jejich vzniku, na 3 skupiny:
- autoklastické – vzniklé fragmentací lávy
- pyroklastické – vznikají společnými erupcemi a explozemi
- epiklastické – vznikají erozí starších vulkanických hornin a sedimentací jejich úlomků

#### Autoklastika
Autoklastické uloženiny vznikají přímo během proudění lávy odlamováním úlomků z chladnoucí vrchní, případně spodní vrstvy. Úlomky se následně hromadí v čele proudu a vytvářejí na něm tzv. lávové brekcie. V případě extrémně viskózní lávy je takto rozlámán v podstatě celý proud. Tyto úlomky jsou ostrohranné a v závislosti na složení lávy celistvé, nebo pórovité. Chemickým složením se podobají lávě, ze které pocházejí. Podobně vznikají extruzivní brekcie, jejich vznik je spojen s růstem lávového dómu a následným opadáváním utuhlé kůry dómu.

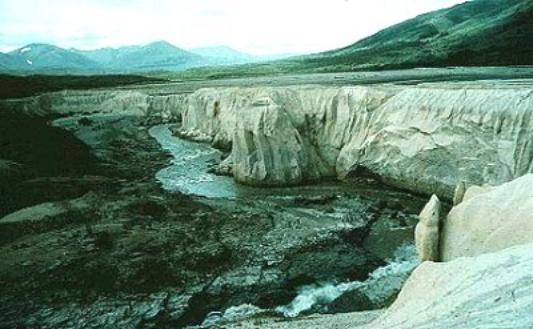
Uloženiny pyroklastických proudů v národním parku Katmai na Aljašce, USA

#### Pyroklastika
Pyroklastické uloženiny představují produkt sedimentačních procesů různě velkých úlomků pyroklastů z různých typů transportních médií, ať už kapalných, nebo plynných. Důležitou úlohu sehrává velikost fragmentů. Zatímco jemnozrnný materiál (sopečný popel a prach) je vyvrhován do atmosféry a následně je unášen vzdušnými proudy často na velké vzdálenosti, větší úlomky (sopečné bomby a aglomeráty) klesají k Zemi sledujíc balistickou křivku. To má za následek dobré vytřídění materiálu na základě velikosti zrn, přičemž platí, že čím dále od kráteru (respektive centra erupce) jsou pyroklasty uloženy, tím jsou jemnější.
Pyroklastické proudy společně s lahary představují další typ vulkanoklastických směsí. Jsou to rychle tekoucí turbulentní (lahary a pyroklastické proudy), případně laminární (ignimbrity) směsi částic a fluid. Transportním médiem jsou magmatické plyny, resp. voda (dešťová), nebo pocházející z roztaveného sněhu a ledu (ledové pokrývky vulkánu).
Hyaloklastity vznikají při přímém kontaktu magmatu s vodou, kdy dojde k rychlému ochlazení a rozpadu lávy. Tato kolize může být klidná (neexplozivní) – vznikají tak hyaloklasty sensu stricto, nebo explozivní – vzniklé fragmenty se nazývají hyalotufy.

#### Epiklastika
Pojem epiklastika zahrnuje všechny formy nezpevněných sopečných uloženin, které byly následně transportovány na jiné místo. Pod pojmem transport se rozumí až sekundární transport, bezprostředně nesvázaný se sopečnou činností. Struktura jednotlivých úlomků a taktéž i stupeň vytřídění nesou znaky prostředí, v němž byly uloženy.

## Diageneze vulkanoklastů
Vulkanoklastické uloženiny podléhají rychlému zvětrávání a přeměně. Důvodem je jejich vysoká pórovitost a chemická nestabilita jejich stavebních složek – hlavně vulkanického skla. Dalším důležitým faktorem, podílejícím se na přeměně minerálního složení, je i postmagmatická hydrotermální činnost.
Jedním z hlavních procesů je devitrifikace, tedy přeměna nestabilního skla na jílové minerály, zeolity a křemen. Tento proces je natolik intenzivní, že ve starších (druhohorních) vulkanoklastických sedimentech se vulkanické sklo vůbec nevyskytuje. Horniny vzniklé tímto procesem se nazývají bentonity. Jde o usazené horniny složené převážně z montmorillonitu, případně beidellitu, přičemž původní horninou je tuf s vysokým obsahem SiO2.
Jinými procesy jsou:
- kaolinizace – přeměna živců na kaolinit
- silicifikace – uvolňování křemíku ze struktury a jeho vysrážení v podobě opálu nebo chalcedonu
- karbonatizace – přeměna převážně bazičtějších tufů na karbonáty, zeolity, chlority, křemen a limonit.